# Appenzell Ausserrhoden
Appenzell Ausserrhoden er en kanton i Schweiz. Hovedstaden hedder  Herisau. Appenzell Ausserrhoden er omkranset af kantonen St. Gallen, dog grænser den mod sydøst og nordøst til Appenzell Innerrhoden.
Indtil 1597 udgjorde Appenzell Ausserrhoden sammen med Appenzell Innerrhoden kantonen Appenzell. Før 1999 blev de to kantoner betegnet som halvkantoner, der hver havde en halv stemme i det schweiziske Ständerat. Da begrebet halvkanton imidlertid blev fjernet fra Schweiz' grundlov i 1999, har Appenzell Ausserrhoden nu én stemme i Ständerat (mens de fleste andre kantoner har to stemmer).